# Eduard Aule

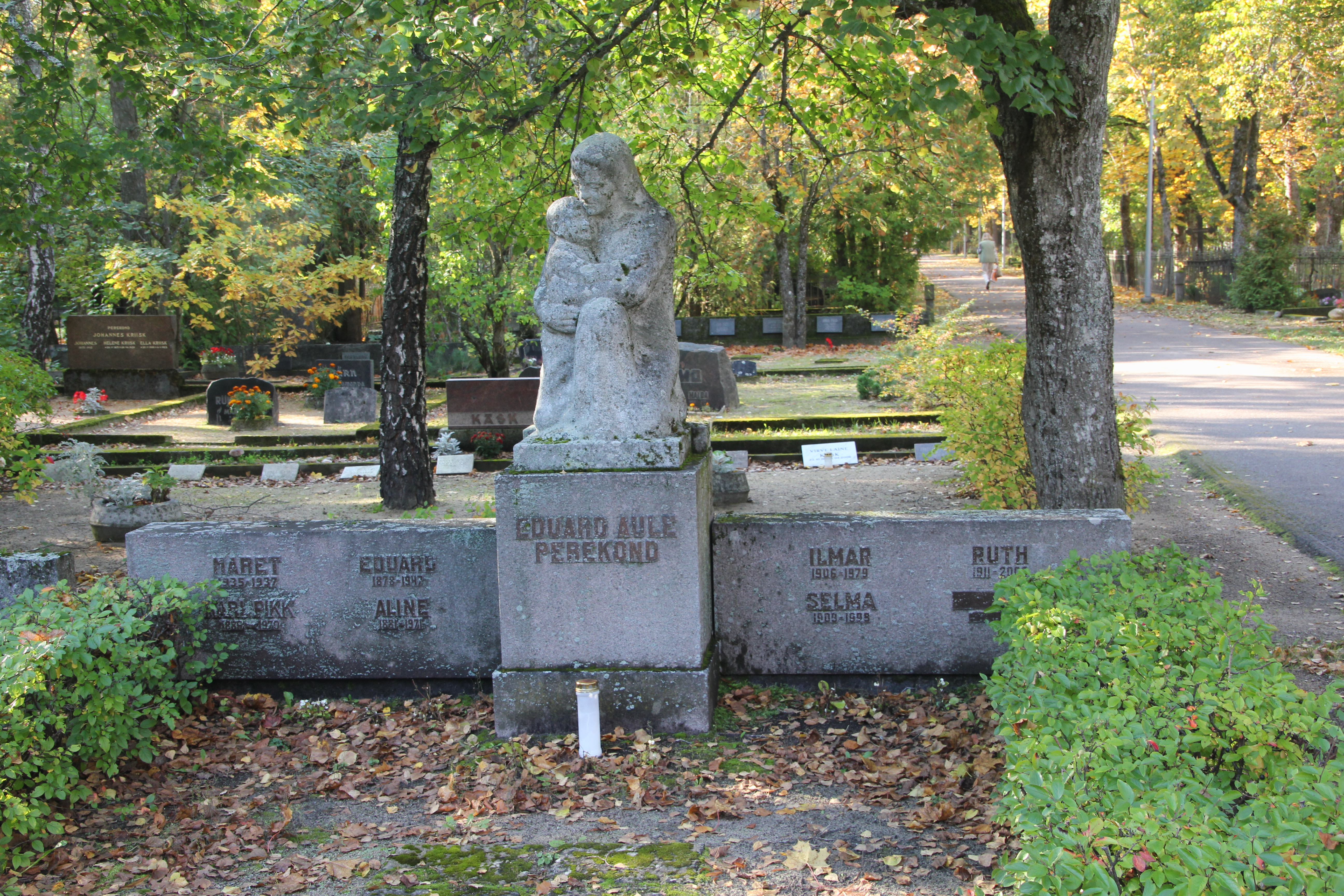
Grabstätte der Familie Aule auf dem Tallinner Friedhof Rahumäe

Eduard Aule (* 16. Dezemberjul. / 28. Dezember 1878greg. auf dem Gut Kabala, heute im Kreis Viljandi, Estland; † 7. März 1947 in Goslar, Deutschland) war ein estnischer Politiker und Bankier.

## Leben, Wirtschaft, Politik
Eduard Georg Aule wurde als Sohn von Mart Aule (1851–1925) und Ann Aule (geb. Koik, 1859–1944) auf dem Gut Kabala im damaligen Kirchspiel Pilistvere geboren.
Aule besuchte zunächst die Schule auf dem Gut Kabala und später die Kirchschule in Viru-Nigula. 1897 absolvierte er das Realgymnasium im livländischen Tartu. Anschließend studierte er am Polytechnikum Riga, wo er 1902 mit einem Abschluss in Handelswissenschaften graduierte. Während seiner Studienzeit war er 1900 Gründungsmitglied der estnischsprachigen Studentenverbindung Korporatsioon Vironia.
Im Jahr 1905 heiratete Aule die Livländerin Sophie Aline von Jehnich (1881–1971), die preußischer, schweizerischer und französischer Herkunft war. Das Paar hatte eine Tochter und vier Söhne.
Nach dem Studium arbeitete Aule von 1902 bis 1907 als Angestellter bei der Estnischen Kredit- und Spargenossenschaft Tartu Eesti Laenu- ja Hoiuühisus in Tartu. Ab 1907 war er bis 1919 in der Tartuer Gegenseitigen Kreditgenossenschaft Tartu Vastastikuse Krediit-Ühisus tätig, deren Leiter er wurde. Zusätzlich war Aule als Lehrer und kommissarischer Direktor der Handelsschule in Tartu aktiv.
Politisch engagierte sich Aule als Mitglied des Stadtrats von Tartu und war als Wahlmann bei den Wahlen zur russischen Staatsduma aktiv.
1917 wurde Aule Mitglied des Provisorischen Landtags des Gouvernements Estland. Nach der Ausrufung der staatlichen Unabhängigkeit Estlands 1918 trat Aule 1919 in die Verfassungsgebende Versammlung ein. Er war Mitglied der 1917 gegründeten Estnischen Landvolkunion (Eesti Maarahva Liit), aus der er jedoch im April 1919 austrat.
Vom 6. Februar bis 9. Mai 1919 war Aule Ernährungsminister der Republik Estland im Kabinett von Staats- und Regierungschef Konstantin Päts.
Im August 1919 wurde Aule der erste (geschäftsführende) Präsident der neugegründeten Estnischen Staatsbank. Ab Oktober 1921 übernahm er offiziell das Präsidentenamt von Mihkel Pung, das er bis Oktober 1925 innehatte. Von 1923 bis 1940 war Aule auch Finanzverantwortlicher des Estnischen Olympiakomitees (Eesti Olümpiakomitee).
Nach seiner Amtszeit bei der Staatsbank wechselte Aule in den privaten Bankensektor. Von 1925 bis 1928 war er Direktor der 1919 gegründeten Geschäftsbank Põhja Pank. Nach der Fusion der beiden Banken wurde er von 1928 bis 1932 Direktor der Talinna Krediitpank. Zudem war Aule Gründer von Versicherungsgesellschaften wie AS Hansa.
Mit der sowjetischen Besetzung Estlands zog die Familie Aule 1941 aufgrund der Herkunft von Aules Ehefrau nach Deutschland. Nach der nationalsozialistischen Besetzung kehrte die Familie jedoch nach Estland zurück. Von 1942 bis zur erneuten sowjetischen Besetzung 1944 arbeitete Aule im Wirtschafts- und Finanzdirektorium der Estnischen Selbstverwaltung. 1944 floh die Familie erneut vor der Roten Armee nach Deutschland.
Aule starb 1947 im Alter von 68 Jahren in der Britischen Besatzungszone. Die Familie zog ins Exil nach Schweden. Eduard Aule wurde 1992 auf den Friedhof Rahumäe in Tallinn umgebettet. Das Grabmonument, das aus Granitblöcken besteht, wurde von dem estnischen Bildhauer Herman Halliste (1900–1973) geschaffen.